# Tom Rogić
Tomas Petar Rogić, detto Tom (in serbo Томас Петар Рогић?, AFI: [tômaːs pětar rǒːɡitɕ]; Griffith, 16 dicembre 1992), è un ex calciatore ed ex giocatore di calcio a 5 australiano di origini serbe, di ruolo centrocampista.

## Biografia
È nato a Griffith, nei pressi della capitale australiana Canberra, da genitori di origini serbe.
Durante la sua permanenza al Celtic, è stato soprannominato dai tifosi degli Hoops "The Wizard of Aus" (letteralmente, "Il mago di Aus", un gioco di parole fra il suo paese di origine e il famoso racconto di L. Frank Baum), per via delle doti dimostrate sul terreno di gioco.

## Caratteristiche tecniche
È un trequartista, che può operare anche in diverse altre posizioni del centrocampo.
Dotato di ottimi fondamentali tecnici, si è distinto per uno stile di gioco elegante e creativo, derivato anche dalla sua esperienza nel calcio a 5 e che gli consente di avere spesso la meglio sugli avversari nel dribbling, nonché di creare occasioni da gol per sé e per i compagni in situazioni talvolta inaspettate.

## Carriera

### Club

#### Gli inizi e il passaggio al professionismo
Rogić ha iniziato a giocare nelle formazioni giovanili del Woden Weston e del Tuggeranong United, due formazioni semi-professionistiche con base a Canberra, per poi passare alla squadra della Università Nazionale Australiana nel 2009. Nello stesso periodo, ha praticato anche il calcio a 5, poi abbandonato definitivamente a partire dal 2011, con il passaggio al Belconnen United. Nello stesso anno, il centrocampista ha partecipato al programma The Chance, organizzato dalla Nike, risultando poi fra i vincitori e ottenendo la possibilità di entrare a far parte della Nike Football Academy, costituita dall'azienda sportiva con l'intento di aiutare giovani talenti provenienti da tutto il mondo ad approdare nel calcio professionistico.
Nel gennaio del 2012, Rogić ha firmato il suo primo contratto da professionista con i Central Coast Mariners, squadra della A-League. Ha quindi debuttato nella massima serie australiana il 21 gennaio seguente, durante la sfida vinta per 3-2 contro l'Adelaide United. Ha quindi segnato il suo primo gol fra i professionisti il 10 febbraio successivo, nell'incontro perso per 2-1 contro il Melbourne Victory. Infine, il 7 marzo dello stesso anno ha debuttato in AFC Champions League, subentrando nel secondo tempo della partita contro il Tianjin Teda, poi conclusasi sullo 0-0. A fine campionato, il centrocampista ha contribuito alla vittoria del titolo nazionale da parte dei Mariners.
Nella prima giornata dell'annata successiva, Rogić ha segnato la sua prima doppietta, partecipando direttamente alla vittoria per 7-2 della sua squadra sul Sydney FC.

#### Il primo arrivo al Celtic, il Melbourne Victory e i problemi fisici
Dopo aver concluso la prima parte della stagione con i Mariners e aver attratto l'interesse di diverse squadre europee, il 17 gennaio 2013 Rogić si è unito ufficialmente al Celtic per una cifra pari a circa 450 mila euro, firmando un contratto valido fino al giugno del 2017. Ha quindi esordito con la formazione scozzese il 9 febbraio successivo, nell'incontro di campionato contro l'Inverness: nell'occasione, ha servito a Kris Commons l'assist per il momentaneo 1-1, dando così il via alla vittoria in rimonta della sua squadra per 3-1. Nei restanti mesi della stagione, il centrocampista ha collezionato altre sette presenze in Premiership.
All'inizio della stagione successiva, il 17 luglio 2013, Rogić ha debuttato in UEFA Champions League, prendendo parte all'incontro di andata dei preliminari contro il Cliftonville, vinto per 3-0. Tuttavia, lungo il girone d'andata l'australiano è stato utilizzato sporadicamente dall'allenatore Neil Lennon: anche per questo motivo, nel gennaio del 2014 è stato ceduto in prestito al Melbourne Victory, altra squadra della A-League. Ciò nonostante, una serie di infortuni ai muscoli adduttori ne ha limitato il minutaggio durante il breve periodo di ritorno in Australia, e lo ha costretto a saltare anche tutta la stagione 2014-2015, nonché a rinunciare alle convocazioni della nazionale australiana per i Mondiali e per la Coppa d'Asia.

#### L'affermazione definitiva e i successi al Celtic
Riabilitatosi del tutto all'inizio dell'annata 2015-2016, Rogić è tornato in campo con il Celtic il 9 agosto 2015, partendo da titolare e andando a segno nell'incontro di campionato contro il Partick Thistle, vinto per 2-0. Avendo finalmente giocato la sua prima stagione completa dopo quasi tre anni, il centrocampista ha quindi giocato un ruolo importante nella vittoria del quinto titolo nazionale consecutivo da parte degli Hoops, con un totale di 30 presenze e otto reti. Il 9 agosto 2016, ha rinnovato il proprio contratto con il club fino al 2019.
Nella stagione seguente, l'australiano si è reso un grande protagonista della formazione di Brendan Rodgers capace di vincere tutti e tre i massimi titoli nazionali: campionato, Coppa di Lega, con lo stesso Rogić autore del primo gol nel successo finale per 3-0 sull'Aberdeen, e coppa nazionale, nella cui finale il trequartista ha segnato il gol della vittoria di nuovo contro l'Aberdeen. Il giocatore e la squadra di Glasgow sono poi stati capaci di ripetere l'impresa anche nelle stagioni 2017-2018 (ancora sotto Rodgers) e 2018-2019 (con il rientrante Neil Lennon), diventando così la prima formazione scozzese ad aggiudicarsi tre treble consecutivi. Inoltre, nel maggio del 2018, il centrocampista ha nuovamente esteso il proprio contratto con il Celtic, questa volta fino al 2023.
Nelle annate successive, Rogić è stato colpito da diversi problemi fisici, non riuscendo quindi a contribuire frequentemente alle prestazioni degli Hoops che, pur dopo aver collezionato altri successi nazionali, hanno concluso la stagione 2020-2021 senza aver vinto alcun trofeo. Tuttavia, nell'annata successiva, l'arrivo del connazionale Ange Postecoglou (con cui il giocatore aveva già lavorato sia a Melbourne, sia in nazionale) sulla panchina bianco-verde ha riportato il centrocampista al centro dei piani tecnici: con un totale di 50 presenze e sei reti fra campionato, coppe e competizioni europee lungo la stagione, l'australiano ha quindi contribuito ai nuovi successi del Celtic sia in Premiership, sia nella Coppa di Lega. Alla fine della stessa campagna, Rogić ha lasciato il Celtic, insieme a Nir Bitton, dopo nove anni, in cui ha collezionato 273 presenze, 46 reti e sedici trofei.

#### West Bromwich Albion e ritiro
Dopo essere rimasto svincolato per alcuni mesi, il 12 settembre 2022 il giocatore si è unito ufficialmente al West Bromwich, squadra della Championship inglese, con cui ha firmato un contratto annuale, con opzione per un'ulteriore stagione. Ha quindi debuttato con l'Albion il 1º ottobre seguente, partendo da titolare nella sfida di campionato contro lo Swansea City, poi persa per 3-2 dalla sua squadra. Il 3 ottobre 2023 annuncia il suo ritiro dal calcio a 30 anni per dedicarsi alla sua famiglia.

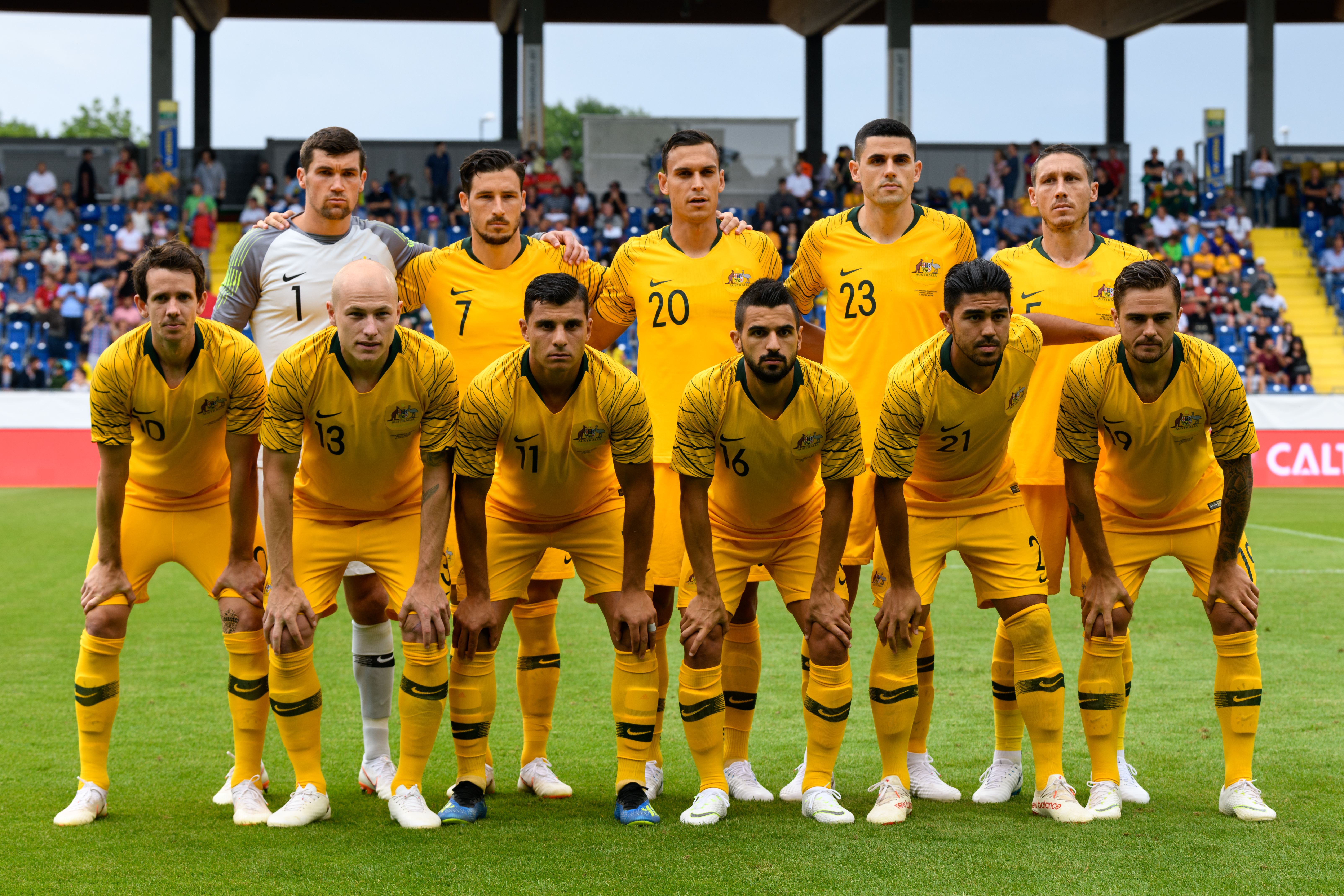
Rogić (quarto da sinistra, in piedi) con la nazionale australiana poco prima di un'amichevole contro la Repubblica Ceca nel giugno del 2018.

### Nazionale

#### Nazionale di calcio a 5
Nei primi anni della sua carriera, Rogić ha praticato anche il calcio a 5, rappresentando anche la selezione australiana nel 2010. In particolare, il giocatore ha preso parte con i futsalroos alla Coppa d'Asia dello stesso anno: nell'occasione, ha messo a referto sei reti in quattro partite, aiutando l'Australia a raggiungere i quarti di finale del torneo, prima della loro eliminazione per mano dei padroni di casa dell'Uzbekistan.

#### Nazionale di calcio
Dopo aver rappresentato la nazionale Under-23 australiana in una sola occasione nel 2012, il 14 novembre dello stesso anno Rogić ha fatto il suo esordio in nazionale maggiore, subentrando nell'amichevole vinta per 2-1 contro la Corea del Sud.
Il 3 settembre 2015, il centrocampista ha segnato le sue prime due reti per i Socceroos, contribuendo alla vittoria per 5-0 sul Bangladesh, in un incontro valido per le qualificazioni ai Mondiali di calcio del 2018. Il 24 marzo 2016, invece, ha messo a referto una doppietta in tre minuti, poco dopo l'ingresso in campo, durante la partita delle stesse qualificazioni contro il Tagikistan.
L'8 giugno 2017, il giocatore ha realizzato il gol della vittoria finale per 3-2 nella partita contro l'Arabia Saudita, che ha permesso all'Australia di assicurarsi matematicamente almeno lo spareggio di qualificazione ai Mondiali in Russia; la nazionale oceanica ha poi vinto gli spareggi contro Siria (continentale) e Honduras (intercontinentale), staccando il biglietto per la competizione mondiale. Sempre nello stesso mese, Rogić ha preso parte alla FIFA Confederations Cup, in cui l'Australia è stata eliminata nella fase a gironi.
Nel maggio del 2018, è stato incluso dal CT Bert van Marwijk nella rosa partecipante ai Mondiali in Russia, dove l'Australia è stata poi eliminata al primo turno. Nel gennaio del 2019, invece, è stato convocato dal nuovo commissario tecnico Graham Arnold in vista della Coppa d'Asia negli Emirati Arabi Uniti, competizione in cui i Socceroos sono arrivati fino ai quarti di finale, venendo poi eliminati dai padroni di casa.
Dopo un'assenza di quasi due anni dalla nazionale, dovuta principalmente a problemi fisici e cali di rendimento al Celtic, nell'agosto del 2021 il centrocampista è rientrato nelle selezioni di Graham Arnold, giocando poi con regolarità nelle varie partite del girone di qualificazione ai Mondiali del 2022 e, quindi, contribuendo all'accesso dell'Australia alla rassegna in Qatar. Tuttavia, Rogić non è stato incluso nella rosa definitiva partecipante alla fase finale del torneo.

## Statistiche

### Presenze e reti nei club
Statistiche aggiornate al 22 gennaio 2023.
| Stagione                      | Squadra                       | Campionato                    | Campionato | Campionato | Coppe nazionali | Coppe nazionali | Coppe nazionali | Coppe continentali | Coppe continentali | Coppe continentali | Altre coppe | Altre coppe | Altre coppe | Totale | Totale | Totale |
| Stagione                      | Squadra                       | Comp                          | Pres       | Reti       | Comp            | Pres            | Reti            | Comp               | Pres               | Reti               | Comp        | Pres        | Reti        | Pres   | Reti   |        |
| ----------------------------- | ----------------------------- | ----------------------------- | ---------- | ---------- | --------------- | --------------- | --------------- | ------------------ | ------------------ | ------------------ | ----------- | ----------- | ----------- | ------ | ------ | ------ |
| gen.-giu. 2012                | C.C. Mariners                 | AL                            | 10+3       | 2          | -               | -               | -               | ACL                | 4                  | 0                  | -           | -           | -           | 17     | 2      |        |
| 2012-gen. 2013                | C.C. Mariners                 | AL                            | 11         | 3          | -               | -               | -               | -                  | -                  | -                  | -           | -           | -           | 11     | 3      |        |
| Totale Central Coast Mariners | Totale Central Coast Mariners | Totale Central Coast Mariners | 21+3       | 5          |                 | -               | -               |                    | 4                  | 0                  |             | -           | -           | 28     | 5      |        |
| gen.-giu. 2013                | Celtic                        | SPL                           | 8          | 0          | SC+CdL          | 0+0             | 0+0             | UCL                | -                  | -                  | -           | -           | -           | 8      | 0      |        |
| 2013-gen. 2014                | Celtic                        | SPL                           | 3          | 0          | SC+CdL          | 0+1             | 0+0             | UCL                | 3                  | 0                  | -           | -           | -           | 7      | 0      |        |
| gen.-giu. 2014                | Melbourne Victory             | AL                            | 8          | 0          | -               | -               | -               | ACL                | 3                  | 0                  | -           | -           | -           | 10     | 0      |        |
| 2014-2015                     | Celtic                        | SPL                           | -          | -          | SC+CdL          | -               | -               | UCL+UEL            | -                  | -                  | -           | -           | -           | -      | -      |        |
| 2015-2016                     | Celtic                        | SPL                           | 30         | 8          | SC+CdL          | 2+2             | 1+1             | UCL+UEL            | 1+4                | 0+0                | -           | -           | -           | 39     | 10     |        |
| 2016-2017                     | Celtic                        | SPL                           | 22         | 7          | SC+CdL          | 2+4             | 1+3             | UCL                | 9                  | 1                  | -           | -           | -           | 37     | 12     |        |
| 2017-2018                     | Celtic                        | SPL                           | 23         | 5          | SC+CdL          | 3+3             | 1+0             | UCL+UEL            | 12+1               | 2+0                | -           | -           | -           | 42     | 8      |        |
| 2018-2019                     | Celtic                        | SPL                           | 21         | 3          | SC+CdL          | 2+4             | 1+1             | UCL+UEL            | 4+4                | 0+0                | -           | -           | -           | 35     | 5      |        |
| 2019-2020                     | Celtic                        | SPL                           | 16         | 2          | SC+CdL          | 4+2             | 0+1             | UEL                | 2                  | 0                  | -           | -           | -           | 24     | 3      |        |
| 2020-2021                     | Celtic                        | SPL                           | 23         | 1          | SC+CdL          | 1+1             | 0+0             | UCL+UEL            | 0+6                | 0+1                | -           | -           | -           | 31     | 2      |        |
| 2021-2022                     | Celtic                        | SPL                           | 32         | 6          | SC+CdL          | 4+3             | 0+0             | UCL+UEL+UECL       | 2+7+2              | 0+0+0              | -           | -           | -           | 50     | 6      |        |
| Totale Celtic                 | Totale Celtic                 | Totale Celtic                 | 178        | 32         |                 | 38              | 10              |                    | 57                 | 4                  |             | -           | -           | 273    | 46     |        |
| 2022-2023                     | West Bromwich                 | FLC                           | 20         | 1          | FACup+CdL       | 3+0             | 1+0             | -                  | -                  | -                  | -           | -           | -           | 23     | 2      |        |
| Totale carriera               | Totale carriera               | Totale carriera               | 230        | 38         |                 | 41              | 11              |                    | 64                 | 4                  |             | -           | -           | 335    | 53     |        |

### Cronologia presenze e reti in nazionale
| Cronologia completa delle presenze e delle reti in nazionale ― Australia | Cronologia completa delle presenze e delle reti in nazionale ― Australia | Cronologia completa delle presenze e delle reti in nazionale ― Australia | Cronologia completa delle presenze e delle reti in nazionale ― Australia | Cronologia completa delle presenze e delle reti in nazionale ― Australia | Cronologia completa delle presenze e delle reti in nazionale ― Australia | Cronologia completa delle presenze e delle reti in nazionale ― Australia | Cronologia completa delle presenze e delle reti in nazionale ― Australia |
| Data                                                                     | Città                                                                    | In casa                                                                  | Risultato                                                                | Ospiti                                                                   | Competizione                                                             | Reti                                                                     | Note                                                                     |
| ------------------------------------------------------------------------ | ------------------------------------------------------------------------ | ------------------------------------------------------------------------ | ------------------------------------------------------------------------ | ------------------------------------------------------------------------ | ------------------------------------------------------------------------ | ------------------------------------------------------------------------ | ------------------------------------------------------------------------ |
| 14-11-2012                                                               | Hwaseong                                                                 | Corea del Sud                                                            | 1 – 2                                                                    | Australia                                                                | Amichevole                                                               | -                                                                        | 68’                                                                      |
| 3-12-2012                                                                | Mong Kok                                                                 | Hong Kong                                                                | 0 – 1                                                                    | Australia                                                                | Amichevole                                                               | -                                                                        | 81’                                                                      |
| 5-12-2012                                                                | Mong Kok                                                                 | Corea del Nord                                                           | 1 – 1                                                                    | Australia                                                                | Amichevole                                                               | -                                                                        | 65’                                                                      |
| 7-12-2012                                                                | Mong Kok                                                                 | Guam                                                                     | 0 – 9                                                                    | Australia                                                                | Amichevole                                                               | -                                                                        | 54’ 73’                                                                  |
| 11-6-2013                                                                | Melbourne                                                                | Australia                                                                | 4 – 0                                                                    | Giordania                                                                | Qual. Mondiali 2014                                                      | -                                                                        | 79’                                                                      |
| 18-6-2013                                                                | Sydney                                                                   | Australia                                                                | 1 – 0                                                                    | Iraq                                                                     | Qual. Mondiali 2014                                                      | -                                                                        | 61’                                                                      |
| 7-9-2013                                                                 | Brasilia                                                                 | Brasile                                                                  | 6 – 0                                                                    | Australia                                                                | Amichevole                                                               | -                                                                        | 70’                                                                      |
| 19-11-2013                                                               | Adelaide                                                                 | Australia                                                                | 1 – 0                                                                    | Costa Rica                                                               | Amichevole                                                               | -                                                                        | 60’                                                                      |
| 5-3-2014                                                                 | Londra                                                                   | Australia                                                                | 3 – 4                                                                    | Ecuador                                                                  | Amichevole                                                               | -                                                                        | 60’                                                                      |
| 3-9-2015                                                                 | Perth                                                                    | Australia                                                                | 5 – 0                                                                    | Bangladesh                                                               | Qual. Mondiali 2018                                                      | 2                                                                        | 62’                                                                      |
| 8-9-2015                                                                 | Dušanbe                                                                  | Tagikistan                                                               | 0 – 3                                                                    | Australia                                                                | Qual. Mondiali 2018                                                      | -                                                                        | 68’                                                                      |
| 8-10-2015                                                                | Amman                                                                    | Giordania                                                                | 2 – 0                                                                    | Australia                                                                | Qual. Mondiali 2018                                                      | -                                                                        | 67’                                                                      |
| 12-11-2015                                                               | Canberra                                                                 | Australia                                                                | 3 – 0                                                                    | Kirghizistan                                                             | Qual. Mondiali 2018                                                      | -                                                                        | 61’                                                                      |
| 24-3-2016                                                                | Adelaide                                                                 | Australia                                                                | 7 – 0                                                                    | Tagikistan                                                               | Qual. Mondiali 2018                                                      | 2                                                                        | 67’                                                                      |
| 29-3-2016                                                                | Sydney                                                                   | Australia                                                                | 5 – 1                                                                    | Giordania                                                                | Qual. Mondiali 2018                                                      | 1                                                                        | 64’ 89’                                                                  |
| 27-5-2016                                                                | Sunderland                                                               | Inghilterra                                                              | 2 – 1                                                                    | Australia                                                                | Amichevole                                                               | -                                                                        | 73’                                                                      |
| 4-6-2016                                                                 | Sydney                                                                   | Australia                                                                | 1 – 0                                                                    | Grecia                                                                   | Amichevole                                                               | -                                                                        | 61’                                                                      |
| 7-6-2016                                                                 | Melbourne                                                                | Australia                                                                | 1 – 2                                                                    | Grecia                                                                   | Amichevole                                                               | -                                                                        | 88’                                                                      |
| 1-9-2016                                                                 | Perth                                                                    | Australia                                                                | 2 – 0                                                                    | Iraq                                                                     | Qual. Mondiali 2018                                                      | -                                                                        |                                                                          |
| 6-9-2016                                                                 | Abu Dhabi                                                                | Emirati Arabi Uniti                                                      | 0 – 1                                                                    | Australia                                                                | Qual. Mondiali 2018                                                      | -                                                                        | 49’ 64’                                                                  |
| 6-10-2016                                                                | Gedda                                                                    | Arabia Saudita                                                           | 2 – 2                                                                    | Australia                                                                | Qual. Mondiali 2018                                                      | -                                                                        | 85’                                                                      |
| 11-10-2016                                                               | Melbourne                                                                | Australia                                                                | 1 – 1                                                                    | Giappone                                                                 | Qual. Mondiali 2018                                                      | -                                                                        |                                                                          |
| 15-11-2016                                                               | Bangkok                                                                  | Thailandia                                                               | 2 – 2                                                                    | Australia                                                                | Qual. Mondiali 2018                                                      | -                                                                        |                                                                          |
| 8-6-2017                                                                 | Adelaide                                                                 | Australia                                                                | 3 – 2                                                                    | Arabia Saudita                                                           | Qual. Mondiali 2018                                                      | 1                                                                        |                                                                          |
| 13-6-2017                                                                | Melbourne                                                                | Australia                                                                | 0 – 4                                                                    | Brasile                                                                  | Amichevole                                                               | -                                                                        | 79’                                                                      |
| 19-6-2017                                                                | Soči                                                                     | Australia                                                                | 2 – 3                                                                    | Germania                                                                 | Conf. Cup 2017 - 1º turno                                                | 1                                                                        | 71’                                                                      |
| 22-6-2017                                                                | San Pietroburgo                                                          | Camerun                                                                  | 1 – 1                                                                    | Australia                                                                | Conf. Cup 2017 - 1º turno                                                | -                                                                        | 79’                                                                      |
| 31-8-2017                                                                | Saitama                                                                  | Giappone                                                                 | 2 – 0                                                                    | Australia                                                                | Qual. Mondiali 2018                                                      | -                                                                        | 70’                                                                      |
| 5-9-2017                                                                 | Melbourne                                                                | Australia                                                                | 2 – 1                                                                    | Thailandia                                                               | Qual. Mondiali 2018                                                      | -                                                                        |                                                                          |
| 5-10-2017                                                                | Malacca                                                                  | Siria                                                                    | 1 – 1                                                                    | Australia                                                                | Qual. Mondiali 2018                                                      | -                                                                        | 83’                                                                      |
| 10-10-2017                                                               | Sydney                                                                   | Australia                                                                | 2 – 1 dts                                                                | Siria                                                                    | Qual. Mondiali 2018                                                      | -                                                                        | 96’                                                                      |
| 10-11-2017                                                               | San Pedro Sula                                                           | Honduras                                                                 | 0 – 0                                                                    | Australia                                                                | Qual. Mondiali 2018                                                      | -                                                                        | 74’                                                                      |
| 15-11-2017                                                               | Sydney                                                                   | Australia                                                                | 3 – 1                                                                    | Honduras                                                                 | Qual. Mondiali 2018                                                      | -                                                                        | 77’                                                                      |
| 23-3-2018                                                                | Oslo                                                                     | Norvegia                                                                 | 4 – 1                                                                    | Australia                                                                | Amichevole                                                               | -                                                                        | 61’                                                                      |
| 27-3-2018                                                                | Londra                                                                   | Colombia                                                                 | 0 – 0                                                                    | Australia                                                                | Amichevole                                                               | -                                                                        | 83’                                                                      |
| 1-6-2018                                                                 | Sankt Pölten                                                             | Australia                                                                | 4 – 0                                                                    | Rep. Ceca                                                                | Amichevole                                                               | -                                                                        | 66’                                                                      |
| 9-6-2018                                                                 | Budapest                                                                 | Ungheria                                                                 | 1 – 2                                                                    | Australia                                                                | Amichevole                                                               | -                                                                        | 64’                                                                      |
| 16-6-2018                                                                | Kazan'                                                                   | Francia                                                                  | 2 – 1                                                                    | Australia                                                                | Mondiali 2018 - 1º turno                                                 | -                                                                        | 72’                                                                      |
| 21-6-2018                                                                | Samara                                                                   | Danimarca                                                                | 1 – 1                                                                    | Australia                                                                | Mondiali 2018 - 1º turno                                                 | -                                                                        | 82’                                                                      |
| 26-6-2018                                                                | Soči                                                                     | Australia                                                                | 0 – 2                                                                    | Perù                                                                     | Mondiali 2018 - 1º turno                                                 | -                                                                        | 66’ 72’                                                                  |
| 15-10-2018                                                               | Al Kuwait                                                                | Kuwait                                                                   | 0 – 4                                                                    | Australia                                                                | Amichevole                                                               | 1                                                                        |                                                                          |
| 17-11-2018                                                               | Brisbane                                                                 | Australia                                                                | 1 – 1                                                                    | Corea del Sud                                                            | Amichevole                                                               | -                                                                        |                                                                          |
| 6-1-2019                                                                 | al-'Ayn                                                                  | Australia                                                                | 0 – 1                                                                    | Giordania                                                                | Coppa d'Asia 2019 - 1º turno                                             | -                                                                        |                                                                          |
| 11-1-2019                                                                | Dubai                                                                    | Palestina                                                                | 0 – 3                                                                    | Australia                                                                | Coppa d'Asia 2019 - 1º turno                                             | -                                                                        | 56’ 75’                                                                  |
| 15-1-2019                                                                | al-'Ayn                                                                  | Australia                                                                | 3 – 2                                                                    | Siria                                                                    | Coppa d'Asia 2019 - 1º turno                                             | 1                                                                        |                                                                          |
| 21-1-2019                                                                | al-'Ayn                                                                  | Australia                                                                | 0 – 0 dts (4 – 2 dtr)                                                    | Uzbekistan                                                               | Coppa d'Asia 2019 - Ottavi di finale                                     | -                                                                        | 20’ 111’                                                                 |
| 14-11-2019                                                               | Amman                                                                    | Giordania                                                                | 0 – 1                                                                    | Australia                                                                | Qual. Mondiali 2022                                                      | -                                                                        |                                                                          |
| 2-9-2021                                                                 | Doha                                                                     | Australia                                                                | 3 – 0                                                                    | Cina                                                                     | Qual. Mondiali 2022                                                      | -                                                                        | 87’                                                                      |
| 5-9-2021                                                                 | Hanoi                                                                    | Vietnam                                                                  | 0 – 1                                                                    | Australia                                                                | Qual. Mondiali 2022                                                      | -                                                                        |                                                                          |
| 7-10-2021                                                                | Doha                                                                     | Australia                                                                | 3 – 1                                                                    | Oman                                                                     | Qual. Mondiali 2022                                                      | -                                                                        | 63’                                                                      |
| 12-10-2021                                                               | Saitama                                                                  | Giappone                                                                 | 2 – 1                                                                    | Australia                                                                | Qual. Mondiali 2022                                                      | -                                                                        | 62’                                                                      |
| 27-1-2022                                                                | Melbourne                                                                | Australia                                                                | 4 – 0                                                                    | Vietnam                                                                  | Qual. Mondiali 2022                                                      | 1                                                                        | 73’                                                                      |
| 1-2-2022                                                                 | Mascate                                                                  | Oman                                                                     | 2 – 2                                                                    | Australia                                                                | Qual. Mondiali 2022                                                      | -                                                                        | 62’                                                                      |
| Totale                                                                   |                                                                          | Presenze                                                                 | 53                                                                       |                                                                          | Reti                                                                     | 10                                                                       |                                                                          |

## Palmarès

### Club

#### Competizioni nazionali
- Campionato australiano: 1

C.C. Mariners: 2011-2012
- Coppa di Lega scozzese: 6

Celtic: 2015-2016, 2016-2017, 2017-2018, 2018-2019, 2019-2020, 2021-2022
- Campionato scozzese: 7

Celtic: 2014-2015, 2015-2016, 2016-2017, 2017-2018, 2018-2019, 2019-2020, 2021-2022
- Coppa di Scozia: 5

Celtic: 2012-2013, 2016-2017, 2017-2018, 2018-2019, 2019-2020